# アガーツール
アガーツール（Agar Tool）とは、ブラジルの開発者 Matheus Valadares が作成した多人数参加型オンラインゲームのアクションゲームであるAgar.io用に開発されたツールの1つである。主にpc対応として使用され、「アガツ」などと称されることもある。

## 解説
これは元々、2016年にChris Pierceによって開発され、AgarInfinityと呼ばれていた。その後Moonという開発者が辞め、ソースを使用して独自の拡張機能を作成し、AgarToolが開発された。
チャット機能などの様々な機能があるが、基本的な視覚的外観は変わらない。
Google Chromeを利用した拡張機能として、GreasemonkeyやTampermonkey等を使用し、ブラウザバージョンのAgar.ioにインストールすることができる。
「アガツ」と省略して呼ばれることがある。
これ以外にAgar.ioには、Legend ModやVanilla Tool、ogar.io tool、 delta tool、Agarbotovh、HSLO、NelBots、OpBots、AGARBOT.OVH/AGARIO Vanilla、๏gคгเ๏ รςคภtгเςк by ɴᴇᴏ (private)、agar infinity、AgarUnlimited等のツールが存在する。